# تاپلارا

تاپلارا شهری در شهرستان اوری در استان باله در بورکینافاسوی جنوبی است و جمعیت آن ۱۴۳۴ نفر است.